# Gnomulus javanicus
Espèce
Gnomulus javanicus est une espèce d'opilions laniatores de la famille des Sandokanidae.

## Distribution
Cette espèce est endémique de Java en Indonésie. Elle se rencontre vers Bogor.

## Description
Le mâle holotype mesure 5,86 mm et les femelles paratypes 5,67 et 5,92 mm.

## Systématique et taxinomie
Cette espèce a été décrite par Schwendinger et Martens en 2002.

## Étymologie
Son nom d'espèce lui a été donné en référence au lieu de sa découverte, Java.

## Publication originale
- Schwendinger & Martens, 2002 : « A taxonomic revision of the family Oncopodidae III. Further new species of Gnomulus Thorell (Opiliones, Laniatores). » Revue Suisse de Zoologie, vol. 109, no 1, p. 47–113 (texte intégral).